# Wyckoff, New Jersey
Wyckoff este o localitate urbană în comitatul Bergen, statul New Jersey, SUA. Localitatea se află amplasată la altitudinea de 120 m deasupra n.m., se întinde pe suprafața de 17,0 km² și avea în 2006, 17.167 locuitori.

## Date demografice
La recensământul din 2000, localitatea avea 16.508 loc. din care
5.541 gospodării
4.632 familii
94,54 % albi
0,47 % afro-americani
0,15 % amerindieni
3,70 % asiatici
0,01 % loc. de pe insulele din Pacific
0,45 % alte grupări etnice
0,68 % mulatri și metiși
2,28 % latino-americani

## Personalități marcante
- Gertrude Ederle (1906 - 2003), prima femeie care a traversat în înot Canalul Mânecii;
- Nancy Hower (n. 1966), actriță;
- Tara Reid (n. 1975), actriță;
- Danny Tamberelli (n. 1982), actor;
- Jonas Brothers, Rock-Trio, trupă fondată în acest oraș;
- Katrina Bowden (n. 1988), actriță;
- Ezra Miller (n. 1992), actor.

## Localități externe
- http://www.wyckoffschools.org/%5Bnefuncțională%5D
- http://www.wyckoff.org/